# Max Einstein
Max Einstein (* 10. September 1822 in Buchau, Königreich Württemberg; † 1. April 1906 in Philadelphia, Pennsylvania) war ein deutschamerikanischer Colonel des Unionsheers im Sezessionskrieg sowie Konsul der Vereinigten Staaten in Nürnberg.

## Leben
Max war ein Sohn von Jakob Einstein (1785–1875) und dessen Ehefrau Katharina Theresia (1790–1840), einer Tochter von Naphtali Hirsch Erlanger (1763–1824). In seiner oberschwäbischen Heimat erlernte er den Beruf des Webers. Ohne seine Eltern und ohne Erlaubnis der örtlichen Behörden emigrierte er 1844 in die Vereinigten Staaten und ließ sich in Philadelphia nieder. Dort begann er als Hausierer. Nach einer Weile etablierte er sich in der Third Street mit einem eigenen Geschäft für Bänder und Seide, was ihm offenbar beträchtlichen finanziellen Erfolg einbrachte. Anfang 1849 heiratete er Helena Guggenheim (1827–1909). Das Paar hatte mehrere Kinder. Ab den 1850er Jahren war Einstein Mitglied der jüdischen Gemeinde „Keneseth Israel“. Als Jungunternehmer knüpfte er zahlreiche Kontakte, auch zu Politikern wie James Pollock, 1855 bis 1858 Gouverneur von Pennsylvania, und zu Simon Cameron, 1861/1862 US-Kriegsminister.
Einstein zeigte großes Interesse fürs Militärische und wurde Mitglied und Anführer von Milizen in Pennsylvania. 1852 wählte ihn die Washington Brigade zum First Lieutenant. 1853 gründete er die Philadelphia (Flying) Artillery Company und wurde zu ihrem Hauptmann (Captain) gewählt. Am 6. Februar 1856 ernannte ihn Gouverneur James Pollack zu seinem Adjutanten (Aide-de-camp) und verlieh ihm den Rang eines Oberstleutnants (Lieutenant Colonel). Am 23. Oktober desselben Jahres beförderte er ihn zum Brigadegeneral (Brigadier General) mit dem Posten des Generalzahlmeisters von Pennsylvania. 1860 wurde er zum General der 2. Brigade der Pennsylvania Militia gewählt.
Als sich Anfang 1861 der Sezessionskrieg abzeichnete, begann Einstein mit politischer Unterstützung durch Cameron, der von US-Präsident Abraham Lincoln zum Kriegsminister berufen wurde, die Aufstellung des 27th Pennsylvania Infantry Regiments zu organisieren, einer überwiegend deutschsprachigen Einheit aus anfangs 1054 Freiwilligen. Den Großteil der Rekrutierung, Ausbildung und Ausstattung des Regiments finanzierte Einstein aus eigenen Mitteln. Zu einem ersten Einsatz kam das Regiment im April 1861, als es unbewaffnet in den Straßen von Baltimore von einem Mob angegriffen wurde. Bei diesem Vorfall wurden vier Soldaten getötet, 17 verletzt. Nach einer Reorganisation zu einer Einheit leichter Artillerie wurde das Regiment am 30./31. Mai 1861 offiziell eingemustert. Die Offiziere, unter ihnen Adolph Buschbeck und Lorenz Cantador, wählten Einstein zu ihrem Obersten (Colonel).
Unter Ludwig Blenker nahm sein Regiment an der Ersten Schlacht am Bull Run teil. Die historischen Quellen beurteilten Einsteins militärische Leistungen unterschiedlich. Kritik an seiner militärischen Führung machte sich breit. Als er sich angeblich unerlaubt nach Philadelphia begeben hatte, um Kleidung und Schuhe für seine Soldaten zu besorgen, ließ ihn der Oberbefehlshaber der Potomac-Armee, George B. McClellan, verhaften. Gegenüber US-Kriegsminister Cameron erklärte McClellan, Einstein Entlassung sei geboten, er sei „in keinerlei Hinsicht als Oberst geeignet“. Es kam zu einem Verfahren. Blenker konstatierte dabei in einem Bericht:

„I have to add, in conclusion, that the 27th Regiment Pennsylvania Volunteers,[…] which was on guard duty in Centreville village at headquarters and under order to escort Colonel Miles’ train, retired from Centreville at about 11 o’clock without any orders from me, and proceeded to Washington.“

„Ich muss zusammenfassend hinzufügen, dass das 27. Pennsylvania Freiwilligen-Regiment, […] welches im Dorf Centreville am Hauptquartier zur Bewachung eingesetzt war und den Befehl hatte, Oberst Miles’ Zug zu eskortieren, sich um etwa 11 Uhr von dort entfernte und nach Washington zog, ohne hierzu von mir einen Befehl erhalten zu haben.“

Am 2. Oktober 1861 erfolgte Einsteins ehrenhafte Entlassung. Das Kommando des Regiments übernahm sein Stellvertreter Buschbeck.
Schon bald darauf reiste Einstein nach Deutschland, um Philip Geisse abzulösen, der 1846 das Amt des Konsuls der Vereinigten Staaten in Nürnberg angetreten hatte. Eine Amtsübergabe fand bereits am 24. November 1861 statt, am 23. Dezember 1861 nominierte ihn US-Präsident Abraham Lincoln zum Konsul, im Januar 1862 folgte die Anerkennung durch Maximilian II. Joseph von Bayern.
Das Verhältnis zwischen Einstein und seinem Amtsvorgänger war schlecht. Im Februar 1862 beschwerte sich Geisse lautstark bei der US-Regierung, dass Einstein für den Posten nicht geeignet sei. Seine Proteste gingen nicht nur an Außenminister William H. Seward, sondern in versiegelten Diplomatentaschen auch an Lincoln selbst. In einem Schriftstück trug Geisse eine Äußerung Einsteins vor, die darauf hindeutete, dass Einstein das Nürnberger Konsulat nach eigenem Bekunden nur deshalb erhalten habe, weil er wegen seines politischen Einflusses auf die Deutschen in Philadelphia und wegen einer politisch unliebsamen Kontroverse mit Brigadegeneral Irvin McDowell nach Europa abgeschoben werden sollte.
Als Einsteins Freund und politischer Förderer, der wegen Korruptionsvorwürfen umstrittene US-Kriegsminister Cameron, Anfang 1862 von Lincoln entlassen und mit einem Botschafterposten in Russland abgefunden worden war, lehnte der US-Senat am 19. März 1862 die noch erforderliche Zustimmung zur Nominierung Einsteins ab. Gedemütigt und verbittert über diese Ablehnung zog Einstein mit seiner Familie wieder nach Philadelphia. Dort war er eine Weile bei einer US-Steuerbehörde beschäftigt, ehe er wieder als Geschäftsmann tätig wurde.